# Tarutyinói csata
A tarutyinói csata (oroszul: тарутинский бой) része volt Napóleon Oroszország elleni hadjáratának.  Az ütközet ismert még  vinkovói csata vagy csernyisnyai csata néven is, a helyi folyó neve után. A legtöbb történész a csata helyszínétől 8 km-re lévő Tarutyinóról írta le az eseményt. A csatában az orosz erők Bennigsen vezetésével vereséget mértek a Murat parancsnoksága alatt álló, itáliai katonákat is felvonultató francia seregre.

## Előzmények
A borogyinói csata után Kutuzovnak szembe kellett néznie azzal a lehetőséggel, hogy az orosz hadsereg nem élhet túl még egy hasonló ütközetet, ezért a hadsereg feladta Moszkvát és meghátrált. A visszavonulás egyik kelet-nyugati irányú lehetősége a rjazanyi országút volt. A hadsereg elérte Moszkvát, áthaladt és ráfordult a régi kalugai útra és letáborozott a Kaluga folyó mellett, Tarutyinó falu közelében. Kisebb kozák egységek folytatták az utat a rjazanyi országút felé, félrevezetve ezzel a Murat parancsnoksága alatt álló francia erőket. Mikor Murat felfedezte tévedését, nem hátrált vissza, hanem megállította seregét, hogy szemmel tartsa az orosz tábort.

## A csata
1812. október 18-án a Bennigsen és Miloradovics vezette orosz erők két hadoszloppal  éjjel, titokban átkelve az erdőn, megtámadták Murat 26 000 emberét. Az egyik hadoszlopot Benningsen három részre osztotta: Vaszilij Orlov-Gyeniszov, Karl Gustav von Baggehufwudt és Alekszandr Oszterman-Tolsztoj hadosztályaira. A másik hadoszlop volt a tartalék. Az éjszakai sötétségben a legtöbb hadosztály eltévedt, és reggelre csak Orlov-Gyeniszov kozákjai értek a kitűzött célterületre. Ők váratlanul megtámadták az ellenséget, elfoglalták a franciák táborát vele annak szállítóeszközeit és ágyúit. Mivel a többi orosz egység késett, a franciák vissza tudták foglalni a tábort. Amikor az orosz erők előbukkantak az erdőből, akkor a franciák gyilkos tüzébe kerültek, ennek esett áldozatul Baggehufwudt orosz tábornok, a 2. hadsereg parancsnoka is. Amikor Murat észrevette a bekerítő hadmozdulatot, meghátrált és kiszökött a kelepcéből. A franciák 2500 halottat és 2000 foglyot vesztettek, az orosz veszteség 1200 fő volt.

## Következmények
Ez az orosz győzelem késztette arra Napóleont, hogy elhagyja Moszkvát. Az összes ágyúját (38 db-t) elzsákmányolták az oroszok, figyelemreméltó volt ez a tény, mert a háborúban eddig egyetlen összecsapásban sem veszítettek ennyit.
Tolsztoj így ír erről a Háború és béke című művében:„A tarutyinói csata nyilvánvalóan nem érte el azt a célt, amelyet Tolly a szeme előtt tartott – a csapatokat a hadparancs megállapította rend szerint vezessék a csatába –, sem azt a célt, amelyet Orlov gróf kitűzött – elfogja Murat-t –, sem Bennigsen és más személyek célját: egy pillanat alatt megsemmisítsék az egész hadtestet – sem annak a tisztnek a célját, aki azért akart részt venni a csatában, hogy kitüntesse magát, sem azét a kozákét, aki még több zsákmányra akart szert tenni, mint amennyit szerzett stb.... De ha a csatának az volt a célja, ami meg is valósult, és ami akkoriban minden orosz ember általános kívánsága volt (a franciák kiűzése Oroszországból; hadseregük elpusztítása), akkor világos, hogy a tarutyinói csata, éppen a baklövések sorozata folytán olyan esemény lett, amelyre a hadjárat akkori szakaszában szükség volt. Nehéz, sőt lehetetlen más, célszerűbb kimenetelét elképzelni, mint amilyen a valóságban volt. A legkisebb erőfeszítéssel a legnagyobb zűrzavar közepette, a legcsekélyebb veszteség árán az egész hadjárat során a legnagyobb eredményt érték el: a visszavonulásból átcsaptak támadásba, leleplezték a franciák gyengeségét, és megadták azt a lökést, amely még hiányzott ahhoz, hogy a napóleoni hadsereg megkezdje a menekülést.”